# Czystogarb

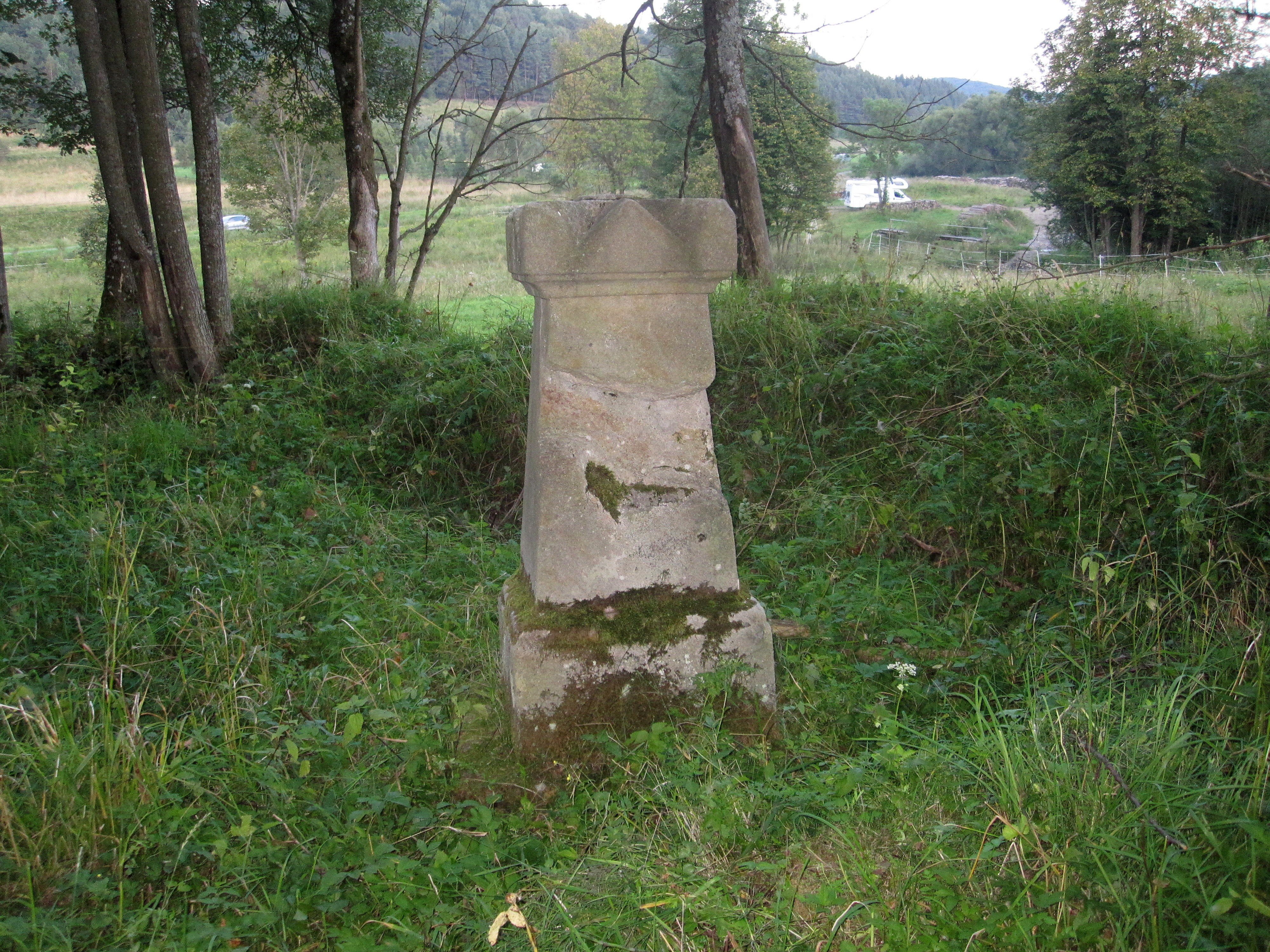
Cerkwisko

Czystogarb (j. łemkowski Чыстогорб, w latach 1977–1981 Górna Wieś) – wieś w Polsce położona w województwie podkarpackim, w powiecie sanockim, w gminie Komańcza. Leży we wschodniej części Beskidu Niskiego w dolinie potoku Barbarka i jej dopływu, przy drodze wojewódzkiej nr 897.

## Historia
Nazwa wsi:
- gwarowo: Czystohorb, Garbolin, Garb, Puszcza;
- historycznie: 1524 Czistohorb, 1563 Czystohorba, 1665–1877 Czystohorb, 1898 Horb
- w latach 1977–1981 Górna Wieś.

Wieś lokowana została na prawie wołoskim 17 sierpnia 1524 przez starostę sanockiego Mikołaja Wolskiego. Osadźcami byli Fiodor i Tymko synowie kniaźia z Komańczy. Wieś królewska Czystohorb położona na przełomie XVI i XVII wieku w ziemi sanockiej województwa ruskiego, w drugiej połowie XVII wieku należała do starostwa krośnieńskiego.
W 1819 władze austriackie sprzedały Czystogarb prywatnym właścicielom. Około 1539 miejscowość była w posiadaniu Mikołaja Herburta Odnowskiego. Do 1772 województwo ruskie, ziemia sanocka. Od 1772 należał do cyrkułu leskiego a następnie sanockiego w Galicji. W okresie zaborów funkcjonowała we wsi szkoła. W 1898 miejscowość liczyła 724 mieszkańców (głównie Rusinów) oraz 105 domów, pow. wsi wynosiła 15,54 km². Do 1914 powiat sądowy w Sanoku, gmina Bukowsko. Przed II wojną światową wieś zamieszkiwało ponad 860 osób w tym blisko 100 Cyganów zajmujących się handlem końmi. Po 1944 miejscowa ludność ukraińska została wysiedlona na Ukrainę w ramach wymiany ludności. Wieś zasiedlono osadnikami z całej Polski. U schyłku lat pięćdziesiątych powstał PGR znacznie rozbudowany w następnych latach. W latach 1975–1998 miejscowość administracyjnie należała do województwa krośnieńskiego.
We wsi znajdowała się drewniana cerkiew pw. św. Michała Archanioła. Zbudowali ją huculscy cieśle w 1900; trzykopułową wzorowaną na cerkwiach ukraińskich. Świątynia spłonęła w 1946. Od 1947 wieś należy do parafii rzymskokatolickiej w Wisłoku Wielkim. W 1991 zbudowano kościół filialny pw. Dobrego Pasterza.
Według danych na koniec 2011 na ogólną liczbę 276 mieszkańców było 124 kobiety i 152 mężczyzn.